# Inio Asano
Inio Asano (em japonês: 浅野いにお; romaniz.: Asano Inio; nascido em Ishioka, Ibaraki, Japão, em 22 de setembro de 1980) é um mangaká japonês responsável pelos aclamados mangás Solanin e Oyasumi Punpun. Suas obras são conhecidas por serem realistas e abordarem o universo jovem, variando de slice of life para o terror psicológico.
O Jornal japonês Yomiuri Shimbun o descreveu como uma das vozes de sua geração.

## Biografia
Asano, que começou fazendo ilustrações em estilo 4-koma na escola, se tornaria assistente de Shin Takahashi (autor de Saikano) em 2000, e em 2001 se tornaria vencedor do Prêmio GX para jovens autores da antologia Sunday GX (Shōgakukan), destinada à jovens adultos.

## Obras
- Futsū no Hi (普通の日, tradução literal "Dia Normal") (2000)
- Sotsugyōshiki Jigoku (卒業式地獄, tradução literal "Cerimônia de Gradução Infernal") (2000)
- Uchū kara Konnichi wa (宇宙からコンニチハ) (19 de Abril, 2001)
- Subarashii Sekai (素晴らしい世界, tradução literal "Um Mundo Maravilhoso") (19 de Janeiro, 2002 – 19 de Março, 2004)
- Nijigahara Horogurafu (虹ヶ原ホログラフ) (14 de Novembro, 2003 – 9 de Dezembro, 2005)
  - Publicado no Brasil pela Editora JBC como "Nijigahara Holograph" em 2016.[5]
- Hikari no Machi (ひかりのまち) (19 de Abril, 2004 – 19 de Janeiro, 2005)
  - Publicado no Brasil pela Panini Comics como "Cidade da Luz" em 2017.[6]
- Sekai no Owari to Yoake Mae (世界の終わりと夜明け前, tradução literal "O fim do mundo e antes do Alvorecer") (18 de Junho, 2005 – 1 de Setembro, 2008)
- Soranin (ソラニン) (30 de Junho, 2005 – 6 de Abril, 2006)
  - Publicado no Brasil pela L&PM Editores como "Solanin" em dois volumes em 2011.[7]
- Oyasumi Punpun (おやすみプンプン, tradução literal "Boa Noite Punpun") (15 de Março, 2007 – 2 de Novembro, 2013)
  - Publicado no Brasil pela Editora JBC como "Boa Noite Punpun" em 7 volumes entre 2018 e 2019.[8]
  - Publicado em Portugal pela Editora Devir como "Boa noite, Punpun" em 5 volumes em 2024.[9]

- Ozanari Kun (おざなり君) (19 de Maio, 2008 – 19 de Abril, 2011)
- Umibe no Onna no Ko (うみべの女の子) (7 de Julho, 2009 – 8 de Janeiro, 2013)
- Ctrl+T (Ctrl+T 浅野いにおWORKS Kontorōru Purasu Tī Asano Inio Wākusu) (27 de Março, 2010 – 29 de Março, 2010)
- Planet (planet Puranetto) (19 de Julho, 2010)
- Toshi no Se (としのせ) (25 de Dezembro, 2012)
- Kinoko Takenoko (きのこたけのこ) (December 27, 2013)
- Deddo Deddo Dēmonzu Dededededesutorakush (デッドデッドデーモンズデデデデデストラクション, título em katakana lê-se literalmente "Dead Dead Demon's Dededededestruction") (April 28, 2014 – )
- Bakemono Recchan (ばけものれっちゃん) (6 de Fevereiro, 2015)
- Yūsha Tachi (勇者たち) (6 de Março, 2015 – )
- Funwari Otoko (ふんわり男) (7 de Março, 2016)
- Sayonara Bai Bai (さよならばいばい) (14 de Março, 2016)
- Reiraku (零落) (10 de Março, 2017 – 28 de Julho, 2017)